# SV Horst-Emscher 08
SV Horst-Emscher 08 is een Duitse sportclub uit Gelsenkirchen, Noordrijn-Westfalen.
De club werd opgericht in 1908. Reeds in 1911 werd de voetbalclub een sportvereniging toen er ook turnen en atletiek aan het assortiment werden toegevoegd. Eind jaren zestig werd ook damesgymnastiek toegevoegd en in 1972 volleybal, al werd deze afdeling in 2006 opgeheven. Ook in tennis en vechtsporten is de club actief. De lokale rivaal was STV Horst-Emscher waartegen de voetbalafdeling in officieel verband slechts tweemaal uitkwam.
De voetbalafdeling promoveerde in 2014 naar de Verbandsliga Westfalen, waar ze drie seizoenen speelden. 